# Municipio de Mount Pleasant (Minnesota)
El municipio de Mount Pleasant (en inglés: Mount Pleasant Township) es un municipio ubicado en el condado de Wabasha en el estado estadounidense de Minnesota. En el año 2010 tenía una población de 447 habitantes y una densidad poblacional de 4,8 personas por km².

## Geografía
El municipio de Mount Pleasant se encuentra ubicado en las coordenadas 44°25′22″N 92°20′13″O / 44.42278, -92.33694. Según la Oficina del Censo de los Estados Unidos, el municipio tiene una superficie total de 93.21 km², de la cual 93,12 km² corresponden a tierra firme y (0,09 %) 0,09 km² es agua.

## Demografía
Según el censo de 2010, había 447 personas residiendo en el municipio de Mount Pleasant. La densidad de población era de 4,8 hab./km². De los 447 habitantes, el municipio de Mount Pleasant estaba compuesto por el 98,88 % blancos, el 0,22 % eran afroamericanos, el 0,22 % eran asiáticos, el 0,22 % eran de otras razas y el 0,45 % eran de una mezcla de razas. Del total de la población el 0,45 % eran hispanos o latinos de cualquier raza.